# Тхэквондо на летних Олимпийских играх 2020 — до 67 кг (женщины)
Соревнования по тхэквондо среди женщин в категории до 67 кг на летних Олимпийских играх 2020 года прошли 26 июля 2021 года в зале A арены «Макухари Мессе».
Олимпийской чемпионкой стала 23-летняя хорватка Матея Йелич, победившая в финале британку Лорен Уильямс. Эта медаль стала пятой для хорватского тхэквондо на Олимпиадах и первой золотой. Бронзовые медали завоевали египтянка Хедая Малак и представительница Кот-д'Ивуара Рут Гбагби.

## Призёры
| Золото               | Серебро                      | Бронза                 |
| Матея Йелич Хорватия | Лорен Уильямс Великобритания | Хедая Малак Египет     |
| Матея Йелич Хорватия | Лорен Уильямс Великобритания | Рут Гбагби Кот-д’Ивуар |